# 国見サービスエリア
国見サービスエリア（くにみサービスエリア）は、福島県伊達郡国見町貝田にある、東北自動車道のサービスエリア。
福島県内の東北自動車道では最も北にあり、宮城県との県境となる国見峠付近にあるサービスエリアである。上下線ともに、登坂車線からサービスエリアに進入するようになっている。
2018年（平成30年）7月より改良工事に着手し、同年7月に下り線、同年9月に上り線のレストランを営業終了した。
上下線ともにドラマチックエリアとして、下り線は2020年（令和2年）9月29日に、上り線は同年10月28日にリニューアルオープンした。

## 施設

### 上り線（福島・宇都宮方面）
- 管理：ネクスコ東日本エリアトラクト[2]
- 運営：鬼わさび本舗[3]
- 駐車場[3]
  - 大型 51台
  - 小型 105台
  - 身障者用
    - 小型：2台
- トイレ[3]
  - 男性 大12（和式2・洋式10）・小12
    - オストメイト対応設備が設置されている[4]。

  - 女性 34（和式2・洋式32）
    - オストメイト対応設備が設置されている[4]。
    - 同伴の男児用 2

  - 身障者用 1
- 給油・給電
  - ガソリンスタンド（ENEOS（宝フリート）、24時間）[3]
    - 以前は野口鉱油(株)が運営していた。

  - 給電スタンド（24時間）[3]
- ショッピングコーナー（24時間）[1][3]
- フードコート[1][3]
  - Kunimi Kitchen（クニミキッチン）（24時間）
- テイクアウトコーナー[1][3]
  - ワサBカフェ（9:00 - 17:00）
- 農産物直売所[1][3]
  - フルーツ直売 くにみだもの（9:00 - 17:00）
- 生活・暮らし
  - 自動販売機
  - E-NEXCO Wi-Fi SPOT
- 喫煙所
- 自動体外式除細動器（AED）
- 車椅子無料貸し出し（24時間）
- 高速道路サービス
  - ハイウェイ情報ターミナル
  - 一般道からの出入口（ウォークインゲート）[3]
  - ETC履歴プリンタ（24時間）
  - ハイウェイスタンプ（24時間）
- ベビーコーナー（24時間）

### 下り線（仙台・盛岡方面）
- 管理：ネクスコ東日本エリアトラクト[2]
- 運営：名鉄ミライート[5]
- 駐車場[5]
  - 大型 72台
  - 小型 110台
  - 身障者用
    - 小型 2台
- トイレ[5]

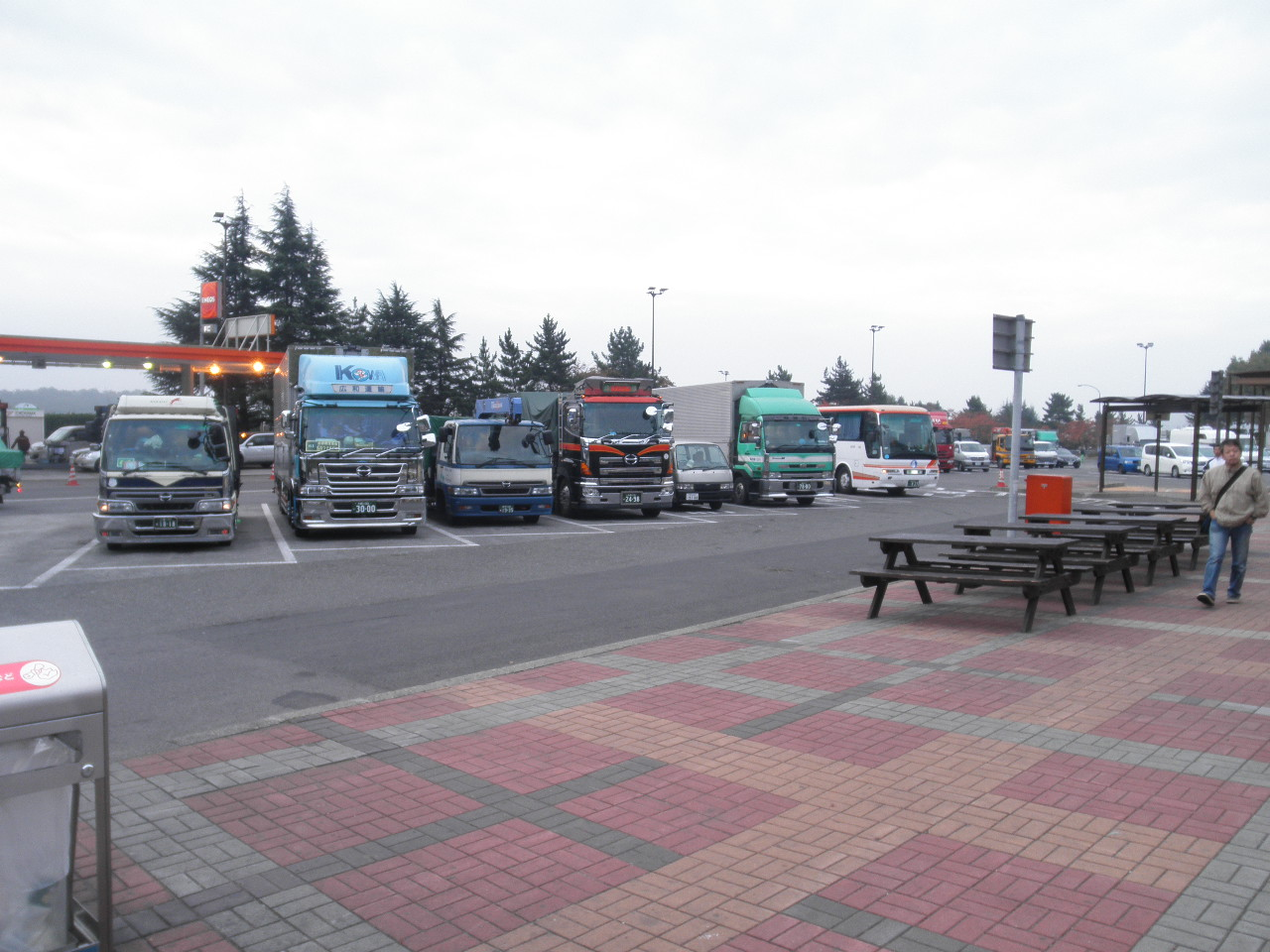
下り線 駐車場

  - 男性 大13（和式2・洋式11）・小14
    - オストメイト対応設備が設置されている[4]。

  - 女性 42（和式2・洋式40）
    - オストメイト対応設備が設置されている[4]。

  - 子供 2
  - 身障者用 2
- 給油・給電
  - ガソリンスタンド（ENEOS（クラシマ）、24時間）[5]
  - 給電スタンド（24時間）[5]
- フードコート（24時間）[1][5]
  - CAMP GRILL 923BASE（キャンプグリル クニミベース）（【平日】11:00～15:00【土日祝】10:00～20:00）
  - 鶏料理 とり政宗本店（【平日】11:00～15:00【土日祝】10:00～20:00）
  - 麺屋 喜多方（24時間）
  - 和食屋 はらくっち（24時間）
- テイクアウトコーナー[1][5]
  - 里山むすび（10:00 - 17:00）
  - Sweets monmo（もんも）（10:00 - 17:00）
  - 串乃坊 BEN-K（くしのぼう べんけい）（9:00 - 18:00）
- ショッピングコーナー（24時間）[1]
- 農産物直売所[1][5]
  - 国見ファーム（24時間）
- 生活・暮らし
  - 自動販売機
  - ATM「セブン銀行」（24時間）
  - E-NEXCO Wi-Fi SPOT
- 喫煙所
- 自動体外式除細動器（AED）
- 車椅子無料貸し出し（24時間）
- 高速道路サービス
  - ハイウェイ情報ターミナル
  - 一般道からの出入口（ウォークインゲート）[5]
  - ETC履歴プリンタ（24時間）
  - ハイウェイスタンプ（24時間）
- ベビーコーナー（24時間）

## 隣
E4 東北自動車道
(23)国見IC - 国見SA - 白石中央SIC（事業中） - (24)白石IC